# Schubert-Chor Temeswar
Der Schubert-Chor Temeswar ist ein gemischter Chor, der von 1969 bis 1988 in der westrumänischen Stadt Timișoara (deutsch Temeswar) bestand und am 23. November 1985 in der Bundesrepublik Deutschland parallel wieder ins Leben gerufen wurde. Die Chormitglieder sind meist Angehörige der Volksgruppe der Banater Schwaben.

## Geschichte
Die deutschsprachige Chortradition im Banat führte zur Gründung der „Deutschen Liedertafel“ (1856) und eines Männergesangvereins (1862) in Timișoara. Der 1924 dort gegründete „Schubert-Liederkranz“ nahm im selben Jahr zusammen mit etwa 200.000 deutschen Sängern aus Europa und Übersee am 10. Deutschen Bundessängerfest teil. Die Chortradition kam während des Zweiten Weltkriegs und der Nachkriegszeit zum Erliegen. 
Zur Zeit der Sozialistischen Republik Rumänien setzte sich Nikolaus Berwanger, Vorsitzender des Kreisrates der Werktätigen Deutscher Nationalität, zur Wiederbelebung der Gesangstradition im Banat für die Gründung eines deutschsprachigen Chors ein. In der Folge wurde unter engem Bezug auf den im Zweiten Weltkrieg aufgelösten „Schubert-Liederkranz“ am 20. Februar 1969 im Festsaal des Nikolaus-Lenau-Lyzeums in Timișoara der Schubert-Chor Temeswar gegründet.
Der Chor zählte rund 80 Mitglieder. Zum Repertoire des Ensembles gehörten Volkslieder und anspruchsvolle Chorwerke von Franz Schubert und Johannes Brahms, Wolfgang Amadeus Mozart und Felix Mendelssohn Bartholdy, Ion Vidu und Ciprian Porumbescu, Emmerich Bartzer, Richard Oschanitzky, Franz Stürmer, Viktor Loidl, Walter Michael Klepper und anderen. In den ersten zehn Jahren seines Bestehens trat der Chor 125-mal vor etwa 55.000 Zuhörern auf, davon fanden 65 Konzerte in Timișoara, 28 in Banater Ortschaften und zehn in Siebenbürgen statt. Der Chor nahm an den großen Trachtenfesten in Giarmata (deutsch Jahrmarkt) (1971) und Jimbolia (Hatzfeld) (1977) teil. Die „Schwaben-Show“ wurde 27-mal in der Staatsoper Timișoara aufgeführt. Der stetige Mitgliederschwund – bedingt durch die Aussiedlung vieler Mitglieder und dreier Chorleiter zusammen mit vielen anderen Banater Schwaben vorwiegend nach Deutschland – führte 1988 zur Auflösung des Chores in Timișoara.
25 ausgesiedelte Chorsänger folgten am 23. November 1985 dem Aufruf Adrian Nucă-Bartzers, im Haus der Donauschwaben in Sindelfingen den Chor neu zu gründen und die Tradition der Banater Singgemeinschaft in Deutschland mit einem Parallelchor weiterzuführen. In den 1990er Jahren hatte der Chor 82 singende Mitglieder. Aus Altersgründen und wegen des Mangels an Nachwuchs verringerte sich die Zahl der Sängerinnen und Sänger allmählich, so dass der Chor 2018 aus etwa 35 Sängerinnen und Sängern besteht. Er hat jährlich ein bis zwei Auftritte, überwiegend im Rahmen von Veranstaltungen der Landsmannschaft der Banater Schwaben aus Rumänien e. V. Im April 2003 fand ein Konzert in der Gründungsstadt Timișoara statt. Wie in allen Jubiläumsjahren ab 1989 trat der Chor unter Nucă-Bartzers Leitung auch am 20. Juni 2009 mit dem Jubiläumskonzert „40 Jahre Temeswarer Schubertchor“ vor sein Publikum, diesmal im Sudetendeutschen Haus München. Die Mitglieder des Chores leben heute verstreut in Deutschland; ein Umstand, der nur wenige Proben im Jahr zulässt.